# Gran Hotel Ancira
El Gran Hotel Ancira es un hotel ubicado en el centro de Monterrey, Nuevo León, con una estética que sigue un acusado estilo francés. Su construcción se inició en 1909 y se inauguró el 26 de julio de 1912 con el nombre de Gran Hotel Monterrey. A raíz de la muerte del promotor del proyecto, Fernando Ancira Sánchez, en 1921 la familia cambió el nombre original por el de Gran Hotel Ancira. En este hotel, se hospedaron figuras como María Félix, Agustín Lara, Rufino Tamayo, Leonora Carrington, Luciano Pavarotti y Gabriel García Márquez.
En 1992, fue declarado Monumento artístico y patrimonio cultural de la nación por el Instituto Nacional de Bellas Artes (INBA) y por el Instituto Nacional de Antropología e Historia (INAH).

## Centenario
en el año 2011, el dueño del Gran Hotel Ancira, contrató a la investigadora histórica Katia Schkolnik para escribir el libro de la historia del emblemático hotel. Paralelamente Schkolnik, realizó una investigación muy amplia que incluyó, la restauración de varias partes del hotel y del Bar 1900, donde descubrió el piso con el monograma de don Fernando Ancira y abrió ventanas arqueológicas,  colocó piezas originales y lámparas que descubrió en los sótanos del hotel. Desde el inicio Schkolnik se dedicó a la investigación documental y de campo dentro del hotel, descubriendo piezas importantes y catalogándolas una por una, desde muebles, vajillas originales, camas, documentos, planos arquitectónicos, y más. Con las piezas descubiertas y restauradas, creó un Museo de sitio dentro del hotel, el Museo del Gran Hotel Ancira, el cual fue inaugurado el 22 de marzo del 2012, en conjunto con el Bar 1900 que también fue restaurado por Schkolnik, quien continuó con ese proyecto hasta el 2014. La presentación del libro Gran Hotel Ancira, 100 años de esplendor historia y Glamour es escrita por el arquitecto Victor Legorreta y dice lo siguiente: Admirable es también la labor que ha hecho Katia Schkolnik por restaurar la arquitectura del hotel, por recopilar su historia y por hacer este maravilloso libro. En sus crónicas podemos transportarnos a otras épocas y revivir los grandes eventos de los que ha sido testigo el hotel. Su cariño y dedicación por este proyecto es un ejemplo para todos los mexicanos de cómo debemos luchar por conservar nuestro patrimonio cultural y social. Posteriormente aproximadamente 4 años después, se le pidió a Schkolnik la reubicación del Museo dentro del hotel, que es donde se encuentra actualmente.

## Historia
Juan Manuel Casas aporta información relevante para conocer más sobre este hotel centenario ubicado en el centro de la capital nuevoleonesa, en su libro Imaginarios interrumpidos:
Este fue el primer hotel moderno de la ciudad (baños en cada habitación, agua corriente fría y caliente, etcétera) y muy seguramente también el primero de ese rubro que se construyó con estructura de acero. Su propietario, el diplomático saltillense Fernando Ancira, ordenó su diseño a los arquitectos franceses Hernri Sauvage y Charles Sarazin, quienes lograron finalizar la obra en solo tres años, con lo que se puso en servicio a partir de 1912.
El proyecto estuvo a cargo de los arquitectos franceses Henri Sauvage y Charles Sarazin, siguiendo el estilo afrancesado del Porfiriato. Su inauguración, en 1912, contó con la presencia del presidente Francisco I. Madero. Los interiores del hotel se le atribuyen a Arturo Pani y Gustavo Coindreau, mientras que la fachada 

## Anécdotas dentro del inmueble
En una ocasión  Pancho Villa, encabezando a las tropas revolucionarias, tomó las instalaciones del hotel para hacerlo su sede de operaciones, este suceso se recreó en el segundo episodio de 2007 del programa Historia secreta.
Entre los huéspedes distinguidos nacionales e internacionales, se encuentran María Félix, Agustín Lara, Rufino Tamayo, Leonora Carrington, Alberto II, Rey de Bélgica, y, Gabriel García Márquez, entre otros.

## Arquitectura y valor patrimonial
Pablo Landa, en su Guía de arquitectura Monterrey, dice: 
El Hotel Ancira es un edificio de piedra con seis niveles que remata en una mansarda. El acceso principal es por la esquina, orientada a la Plaza Hidalgo. El Vestíbulo, remodelado en los años cincuenta, es una de las obras mejor preservadas en el país del diseñador de interiores Arturo Pani. Se trata de una gran sala de doble altura con comercios, un restaurante y el área de recepción del hotel. El piso es ajedrezado, con piezas blancas y negras de mármol. Una escalinata curva conduce a un balcón, también de forma irregular, desde el que se accede a las salas de juntas. El techo tiene un plafón de espejo. El restaurante está bajo el balcón, cuatro escalones sobre el piso de mármol. Está decorado con jaulas de bronce con canarios. Arturo Pani realizó otros proyectos en Monterrey, entre los que se encuentran interiores de distintas casas y los del Casino Monterrey.
 

En el libro Imaginarios interrumpidos, se puede rescatar algunos de los elementos del contexto geográfico y cultural que permite hacer una valoración del patrimonio cultural, en este caso edificado, y dimensionar la aportación de este edificio al patrimonio tangible del estado de Nuevo León. 
[...] Un ejemplo elocuente de esto (la valoración patrimonial) es el hotel Ancira, ubicado en la contra esquina suroeste de la plaza Hidalgo, en pleno centro histórico de Monterrey. Se trata de una pieza academicista de relevancia capital concebida en las postrimerías de la Belle Époque que ha llegado a nuestros días en muy buen estado general de conservación (al menos en sus fachadas). Se consideran valores insuperables de este edificio su antigüedad centenaria (fue inaugurado en 1912), su pulido diseño ecléctico realizado en Francia, su excelente calidad constructiva, su concepción como hotel de lujo, su gran tamaño y altura (en el momento de su puesta en servicio solo algunas fábricas lo rebasaban), el uso sostenido que en toda su existencia ha tenido dedicado a los fines para los que fue diseñado desde su origen, el hecho de que se cuente con los datos de su promotor, sus arquitectos y sus constructores, además de otros simbolismos. En resumen, no hubo, ni ha habido nada similar en esta ciudad. Es un edificio de innegable valor emblemático, si usáramos la Escala de Valoración Patrimonial. Sin embargo, el mismo edificio emplazado en la ciudad de México ocuparía solo quizá la categoría de valor arquitectónico. Ni hablar de ubicarlo, por ejemplo, en Buenos Aires o París, donde no pasaría de formar parte del valor ambiental de barrios llenos con decenas de ejemplares similares.

## Restauración y reapertura del Bar 1900
El Bar 1900, dentro del Hotel Ancira, cerró al inicio de la pandemia COVID-19, y durante su clausura fue restaurado por iniciativa de Maverick Mty y Restáurika, con autorización del INAH. Dentro del trabajo de restauración, se rescató el mosaico veneciano con tonalidades blanco y azul. La reapertura del bar se realizó el 1° de febrero del 2024.